# السياحة في كوريا الجنوبية

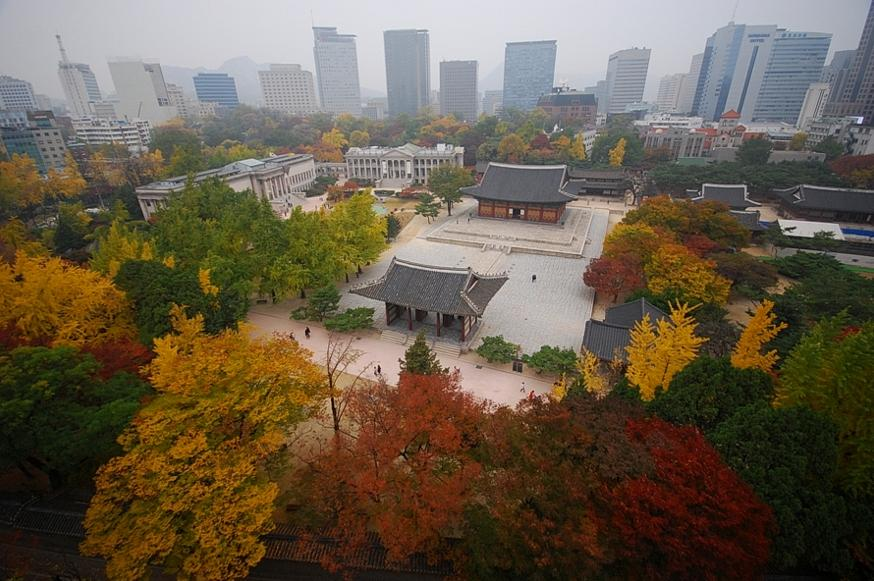
قصر دوك سو جونج في سيول من أهم المناطق التي تجذب الزوار

السياحة في كوريا الجنوبية تشير إلى صناعة السياحة في جمهورية كوريا. في عام 2012 زار ما يقارب 11 مليون سائح كوريا الجنوبية مما يجعلها في الترتيب 20 في قائمة الدول الأكثر زيارة في العالم، واغلبية السياح تأتي من اليابان والصين وتايوان وهونغ كونغ. ويقصد معظم السياح الذين يزورون كوريا الجنوبية العاصمة سول بشكل أساسى، وإلى جانب سول هناك عدد من الأماكن الرئيسية التي يتردد عليها السياح مثل جبل سوراك سان (설악산 [الكورية]) ومدينة كيونغ جو الأثرية (경주시) وجزيرة جيجو (제주도 [الكورية]). ومؤخراً تم السماح لسائحي كوريا الجنوبية بزيارة جبل كم كانغ سان (금강산 [الكورية]) الذي يقع على الحدود العسكرية بين الكوريتين.

## السياحة الدولية والمحلية
تعتمد كوريا الجنوبية بشكل كبير على السياحة الداخلية. وذلك بفضل دعم الحكومة الكورية شبكة واسعة من القطارات والحافلات التي تغطي معظم كوريا الجنوبية.

### كيفية الوصول إلى كوريا

#### الخطوط الجوية
ترتبط كوريا الجنوبية بكل عواصم العالم تقريباً، سواء من خلال رحلات الطيران المباشر أو عن طريق الرحلات المتتابعة من معظم المطارات الدولية الهامة في شرق آسيا. ويوجد في كوريا الجنوبية ثمانية مطارات دولية: مطار إنتشون الدولي الذي تم اختياره كأفضل مطار في العالم عام 2006م، ومطار كيم بو في العاصمة سول، ومطار كومهي في بوسان، ومطار جيجو، ومطار تشونج جو، ومطار دايكو، ومطار يانج يانج، ومطار موان.

#### الخطوط الملاحية
تسير عبّارات منتظمة تربط بين بوسان وميناء شيمونوسيكي، فوكوكا، وهتكا في اليابان عن طريق بحر الجنوب. كما توجد خطوط بحرية أخرى بين إنتشون وتيانجين ويهي في الصين عن طريق البحر الأصفر.

### إحصائيات

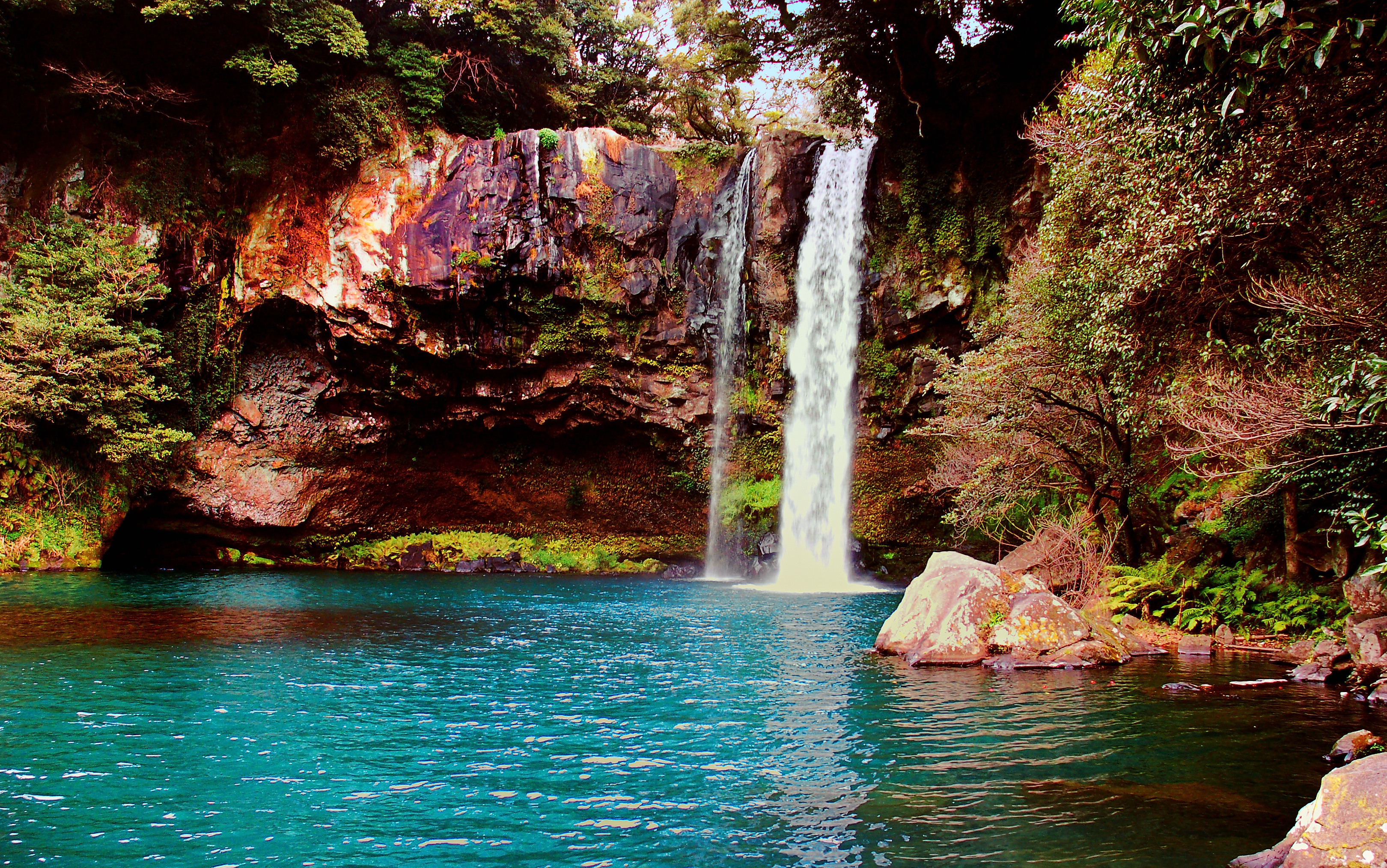
شلال في جزيرة جيجو

| السنة | عدد السياح (مليون) | المرجع: |
| ----- | ------------------ | ------- |
| 1970  | 0.17               | [ 6 ]   |
| 1990  | 2.96               | [ 7 ]   |
| 2000  | 5.32               | [ 7 ]   |
| 2005  | 6.02               | [ 7 ]   |
| 2008  | 6.89               | [ 8 ]   |
| 2010  | 8.80               | [ 8 ]   |
| 2011  | 9.79               | [ 9 ]   |
| 2012  | 11.1               | [ 10 ]  |
| 2013  | 12.18              | [ 11 ]  |
| 2014  | 14.20              | [ 11 ]  |
| 2015  | 13.23              | [ 11 ]  |
| 2016  | 17.24              | [ 11 ]  |
| 2017  | 13.34              | [ 11 ]  |
| 2018  | 15.35              | [ 11 ]  |
| 2019  | 17.50              | [ 11 ]  |
| 2020  | 2.52               | [ 11 ]  |

## دعم السياحة
تدعم الحكومة الكورية السياحة من خلال وزارة الثقافة والرياضة والسياحة ومنظمة السياحة الكورية أللاتى تعمل على تنشيط السياحة عن طريق تنشيط الحالة الاقتصادية وتحسين صورة كوريا في العالم الخارجي.
وقد دعمت الحكومة الكورية السياحة عبر استضافة العديد من المناسبات الدولية، بما في ذلك دورة الألعاب الأولمبية الصيفية عام 1988 وتايجون اكسبو عام 1993، وكأس العالم لكرة القدم 2002.

## المعالم السياحية
يوجد في كوريا الجنوبية العديد من الأماكن التي يقصدها السياح لشهرتها التاريخية والثقافية والحضارية. كما تنتشر المنتجعات السياحية التي توفر الهدوء والراحة والاستجمام.[بحاجة لمصدر]

### سيول
تعتبر سيئول عاشر أكبر مدينة على مستوى العالم، ويمتزج فيها الماضي والحاضر بصورة رائعة. فتجد العديد من القصور التي يعود تاريخها لمئات السنين، كما تجد البوابات والأضرحة، والاثار التي لاتقدر بثمن داخل المتاحف والتي يرجع تاريخها الي القرون الماضية، وتعتبر تلك الاثار شواهد على ماضي المدينة العظيم. ومن جهة أخرى تعكس ناطحات السحاب والكثافة المرورية العالية روح الحياة المدنية الحديثة. ومدينة سيئول محاطة بعدد من الجبال التي تتمتع بجمال خاص وطبيعة ساحرة، ويوفر كل منها فرصة لمشاهدة سيئول من زاوية مختلفة. ويوجد بهذه الجبال عدد كبير من العيون المائية العذبة الصالحة للشرب وأماكن الراحة لمتسلقي هذه الجبال.
1. المتحف الوطني الكوري (국립중앙박물관).
2. متحف القصر الوطني الكوري (국립고궁박물관).
3. المتحف الوطني الشعبي (국립민속박물관 [الكورية]).
4. متحف سيئول التاريخي (서울역사박물관 [الكورية]).
5. النصب التذكاري للحرب (전쟁기념관 [الكورية]).
6. متحف الفن المعاصر في قصر دوك سو (덕수궁미술관 [الكورية]).
7. المكتبة الوطنية (국립중앙도서관 [الكورية]).
8. قصر كيونج بوك (قصر غيونغبوك).
9. قصر تشانغ توك (قصر تشانغدوك).
10. قصر تشانغ توك (قصر تشانغيونغ).
11. قصر كيونغ هيه (경희궁 [الكورية]).
12. منطقة ميونغ دونغ (명동 [الكورية]).
13. برج سيئول (N서울타워 [الكورية]).
14. قرية نام سان التقليدية (남산골 한옥마을 [الكورية]).
15. سوق نام تيه مون (남대문시장 [الكورية]).
16. حديقة نهر الهان (한강공원 [الكورية]).
17. حديقة تونغ تيه مون الثقافية التاريخية (동대문역사문화공원 [الكورية]).

### كيونج جو
ترجع الأهمية التاريخية لمدينة كيونج جو الي كونها عاصمة مملكة شيلا القديمة التي استمر حكمها مايقرب من الألف عام. وتعد كيونج جو بمثابة متحفاً مفتوحاً إذ يوجد في كل أرجاء المدينة العديد من المقابر الملكية، والمعابد، وتماثيل بوذا، وبقايا القلاع.
1. الحديقة الوطنية لكيونغ جو (경주국립공원 [الكورية]).
2. المعرض الثقافى العالمى (경주세계문화엑스포 [الكورية]).
3. المقابر الملكية تيه جونغ مويول وانغ رنغ بى (태종무열왕릉비): تحتوي على العديد من الاثار الهامة ومنها التيجان الذهبية وغيرها من الشغولات الذهبية.
4. منتزه كيونغ جو (경주월드 [الكورية]).
5. حديقة هوانغ سونغ (황성공원 [الكورية]).
6. قرية يانغ تونغ (양동마을 [الكورية]): تضم بيوت تقليدية قديمة.
7. معبد سوك كو رام (석굴암): أدرج في قائمة التراث العالمي لليونسكو في عام 1995م.
8. معبد بول كوك سا (불국사 [الكورية]): أدرج في قائمة التراث العالمي لليونسكو في عام 1995م.
9. معبد بون هوانغ سا (분황사 [الكورية])
10. قصر بان وان سونغ (반월성 [الكورية]).
11. المتحف الوطني لكيونغ جو (국립경주박물관 [الكورية]): يحتوي على كنوز اثرية اكتشفت في كيونج جو والناطق المجاورة لها.
12. متحف مملكة شيلا للفنون والعلوم (신라역사과학관).
13. متحف الصندوق الموسيقي (경주오르골소리박물관 [الكورية]).

### جزيرة جيجو
جزيرة جيجو منطقة ذات طبيعة متميزة تختلف اختلافاً كلياً عن باقي الأراضي الكورية. وتشتهر هذه المنطقة الوحيدة بإنها المنطقة الوحيدة التي لم تمسها يد التغيير من الناحية الطبيعية. وتعد جزيرة جيجو من أكثر المناطق جذباً للسياح في كوريا حيث يبلغ عدد زوارها أكثر من 7 مليون زائر سنوياً، وتعرف باسم «هاواي الصغيرة». تمتاز جيجو بأراضي ذات طبيعة بركانية هادئة، وبمناظر طبيعية خلابة، وبشواطئها الرملية، والمساقط المائية، وهي واحدة من أفضل عشرة مناطق في العالم معروفة بجاذبيتها السياحية.
1. متحف جيجو الوطني للفنون اليدوية الشعبية (국립 제주 박물관).
2. حديقة جبل هالاسان الوطنية (한라산 국립공원).
3. معبد كوان اوم سا (관음사).
4. متحف السلام والتاريخ العسكرى (제주 전쟁 역사 평화 박물관).
5. قلعة الزجاج (제주 유리의 성).
6. كهف يونغ أم (용암 동굴).
7. جزيرة أو دو (우도 [الكورية]).